# Ruta 712 (Costa Rica)
La Ruta 712, oficialmente Ruta Nacional Terciaria 712, es una ruta nacional de Costa Rica ubicada en la provincia de Alajuela.

## Descripción
En la provincia de Alajuela, la ruta atraviesa el cantón de Alajuela (los distritos de San Isidro, Sabanilla).